# Kanton Châtillon
Der Kanton Châtillon ist seit 1967 ein französischer Wahlkreis im Arrondissement Antony, im Département Hauts-de-Seine und in der Region Île-de-France. Sein Hauptort ist Châtillon.

## Gemeinden
Der Kanton besteht aus zwei Gemeinden mit insgesamt 60.810 Einwohnern (Stand: 1. Januar 2022) auf einer Gesamtfläche von 5,43 km²:
| Gemeinde           | Einwohner 1. Januar 2022 | Fläche km² | Dichte Einw./km² | Code INSEE | Postleitzahl |
| ------------------ | ------------------------ | ---------- | ---------------- | ---------- | ------------ |
| Châtillon          | 36.224                   | 2,92       | 12.405           | 92020      | 92320        |
| Fontenay-aux-Roses | 24.586                   | 2,51       | 9.795            | 92032      | 92260        |
| Kanton Châtillon   | 60.810                   | 5,43       | 11.199           | 9207       | –            |

Bis zur Neuordnung der Kantone in Frankreich im Jahr 2015 bestand der Kanton nur aus der Stadt Châtillon. Nach der Neuordnung wurde die Stadt Fontenay-aux-Roses, die einen eigenen, nun aufgelösten Kanton bildete, dem Kanton Châtillon zugeordnet.